# Wyblinka (lina)
Wyblinka lub drablina (od niem. Webeleine) –  na żaglowcu krótka linka poziomo łącząca sąsiednie wanty. W ten sposób powstają szczeble drabiny przeznaczonej do wspinania się na maszt, Wanty z wyblinkami tworzą charakterystyczny element wyglądu dużych żaglowców. 

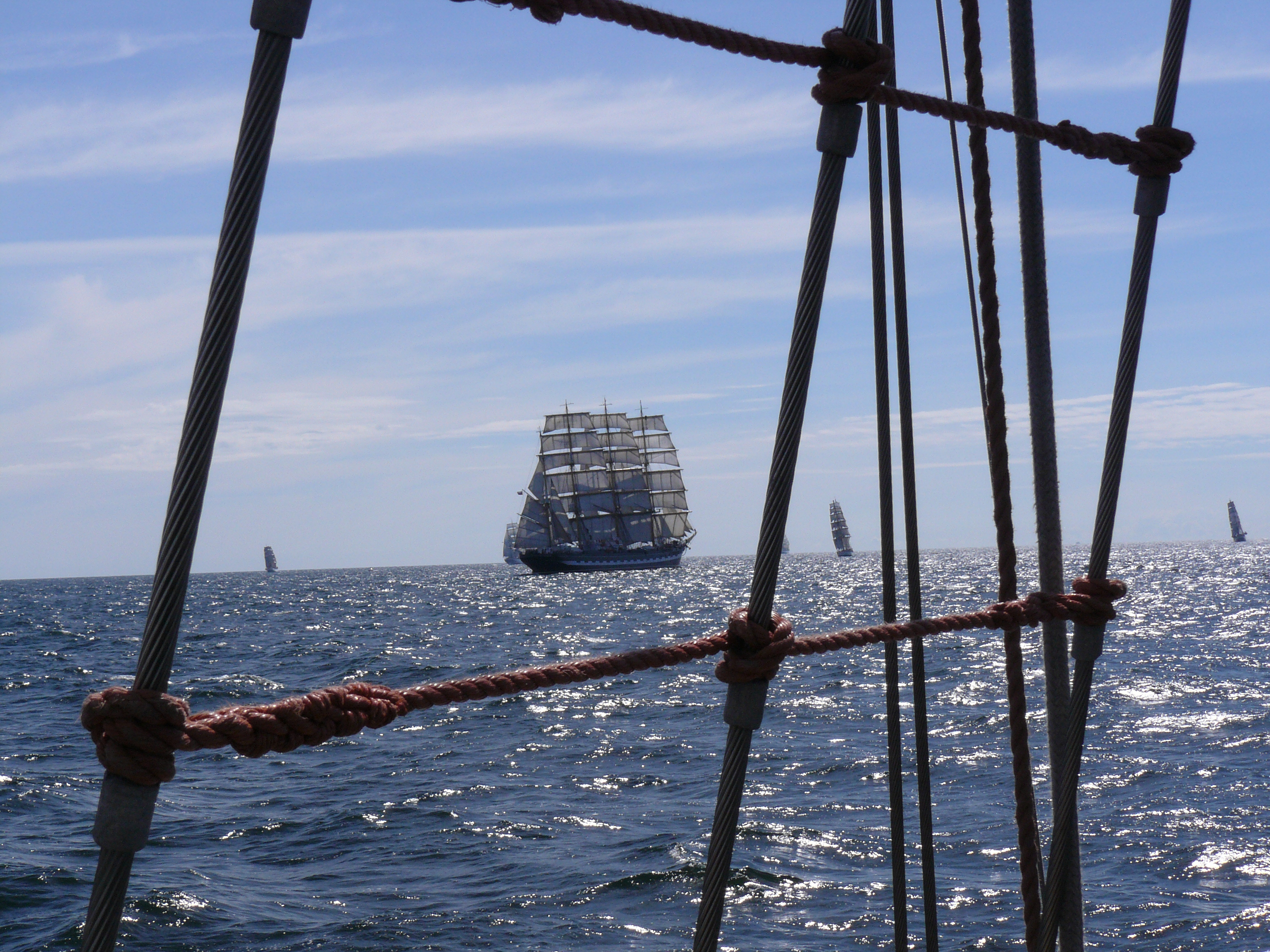
Dwie wyblinki na pierwszym planie
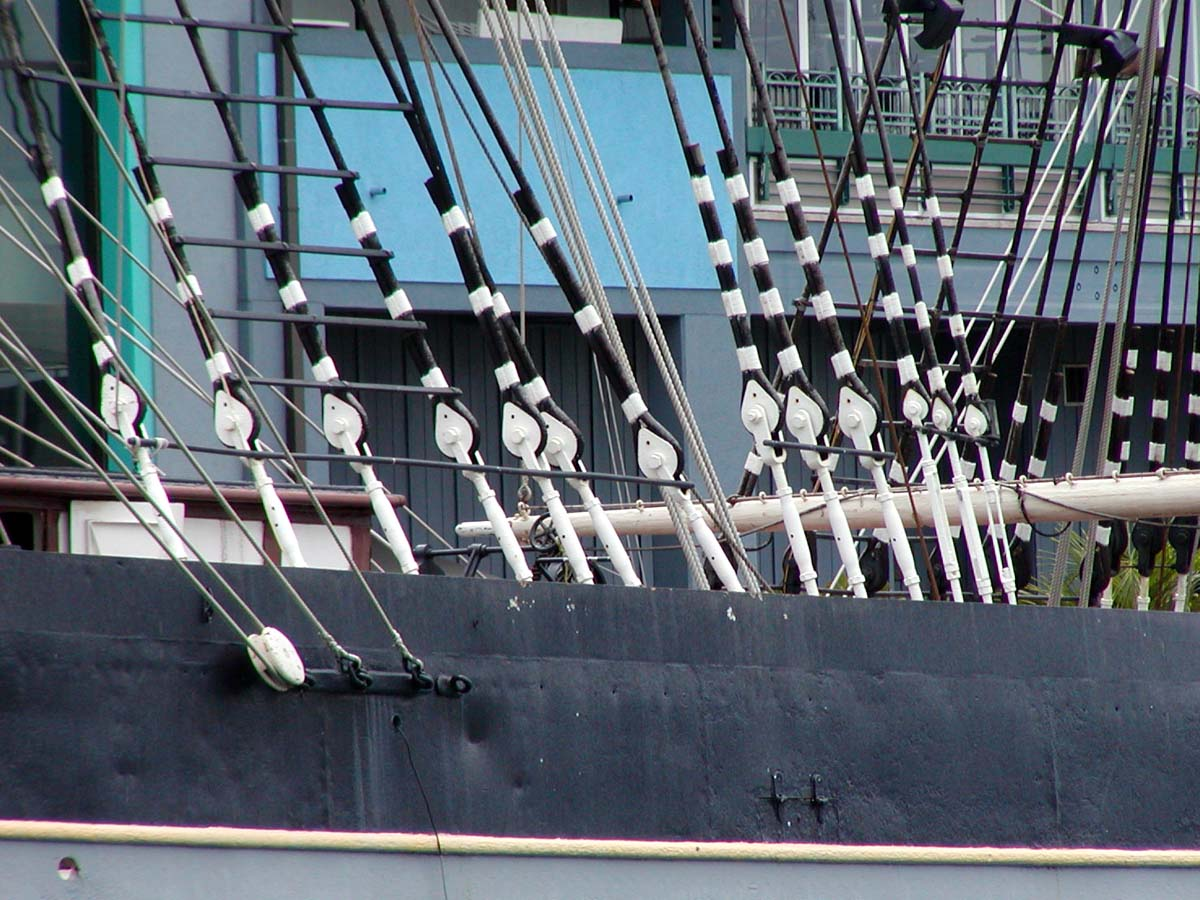
Linki czasami zastępowane są drążkami